# Ennio Antonelli
Ennio Antonelli (Todi, 18 de novembro de 1936) é um cardeal da Igreja Católica italiano e presidente emérito do Pontifício Conselho para a Família no Vaticano.

## Biografia
Iniciou seus estudos no Seminário Episcopal de Todi, quando foi estudar no Liceu do Seminário Regional de Assis. Depois, foi a Roma como aluno do Pontifício Seminário Romano e completou sua formação filosófica e teológica na Pontifícia Universidade Lateranense. Mais tarde, ele estudou na Universidade de Perúgia, onde obteve o doutorado em letras clássicas.
Foi ordenado padre em 2 de abril de 1960, na Concatedral da Santíssima Anunciata, em Todi, por Ilario Alcini, arcebispo-titular de Niceia, visitante dos seminários italianos, sendo incardinado na diocese de Todi. Foi professor, vice-reitor e reitor do Seminário de Perugia, professor de teologia dogmática no Seminário Regional de Assis de 1968 a 1983 e professor de história da arte nos Institutos Superiores de Assis e Deruta.
Eleito bispo de Gubbio em 25 de maio de 1982, sendo consagrado em 29 de agosto, na Concatedral da Santíssima Anunciata por Décio Lucio Grandoni, bispo de Orvieto e de Todi, coadjuvado por Santo Bartolomeo Quadri, bispo de Terni e Narni, e por Antonio Fustella, bispo de Saluzzo.
Promovido à sé metropolitana de Perugia-Città della Pieve em 6 de outubro de 1988, renunciou ao governo pastoral da arquidiocese em 26 de maio de 1995. Em 21 de março de 2001, foi nomeado para a Arquidiocese de Florença.
Em 21 de setembro de 2003, foi anunciada a sua criação como cardeal pelo Papa João Paulo II, no Consistório de 21 de outubro, em que recebeu o barrete vermelho e o título de cardeal-presbítero de Santo André do Fratte.
Ocupou a sé florentina até 7 de junho de 2008, quando foi nomeado pelo Papa Bento XVI para chefiar o Pontifício Conselho para a Família. Exerceu a presidência do dicastério até 26 de junho de 2012, quando completou 75 anos e pediu sua renúncia.

## Conclaves
- Conclave de 2005 - participou da eleição de Joseph Ratzinger como Papa Bento XVI.
- Conclave de 2013 - participou da eleição de Jorge Mario Bergoglio como Papa Francisco.